# Höckersdorf
Höckersdorf ist ein Ortsteil der Gemeinde Mücke im mittelhessischen Vogelsbergkreis.

## Geographie
Der Ort liegt am Fuße des Vogelsbergs. Durch den Ort führt die Landesstraße 3325.

## Geschichte

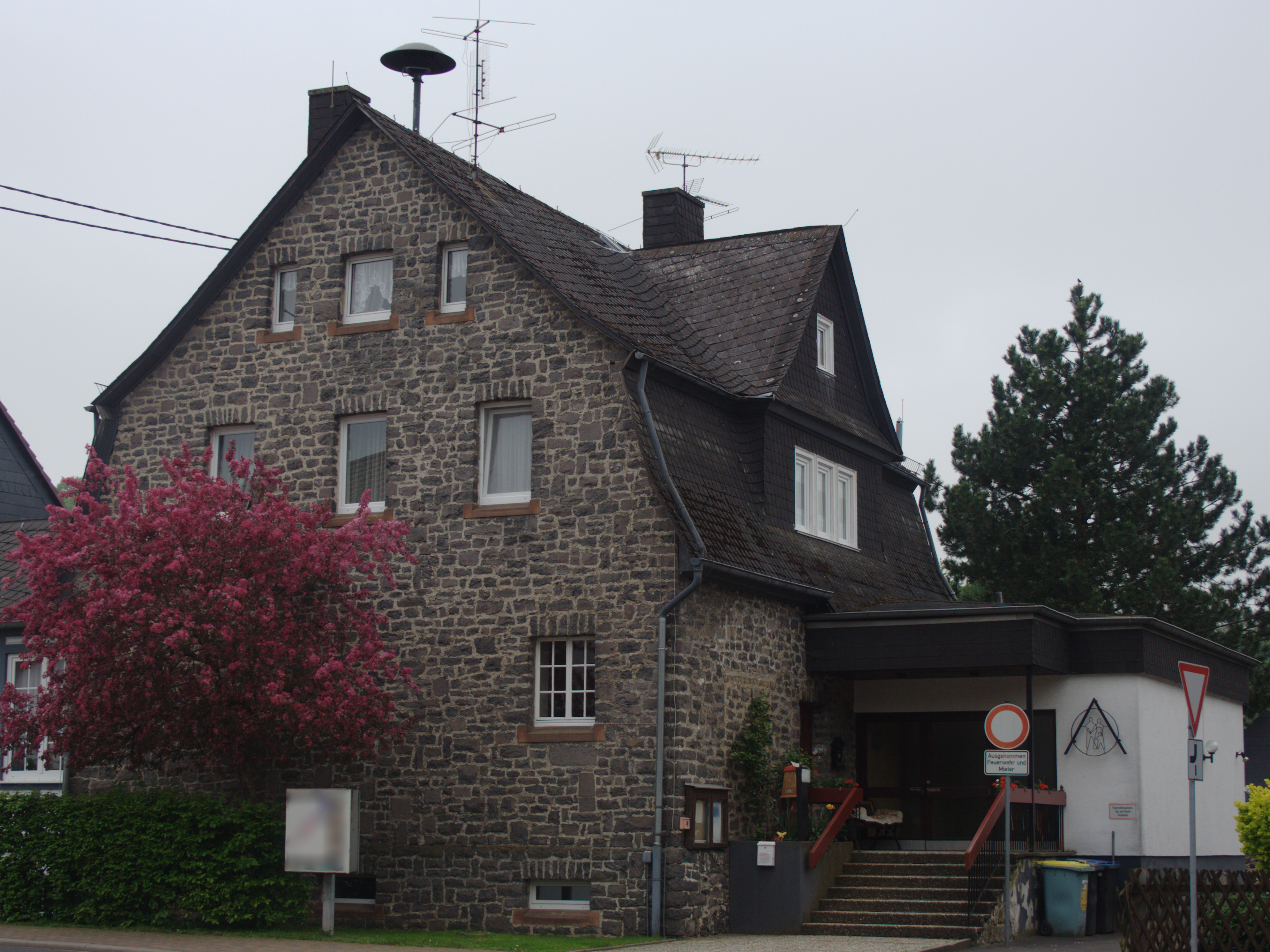
Dorfgemeinschaftshaus in Höckersdorf

### Ortsgeschichte
Die älteste bekannte schriftliche Erwähnung von Höckersdorf erfolgte im Jahre 1353 als „Hekirsdorf“. In der Urkunde heißt es: „den zehinden ... Hekirsdorf“ (den Zehnten zu Höckersdorf). 1365 heißt es „zu Heckersdorf.“ 1592 wird der Ort „Heckersdorff“ genannt. Die Namenforschung deutet den Ortsnamen „Siedlung des Hagihari.“
Eine Mühle in Höckersdorf war im Besitz der Riedesel, die 1542 einen Leihbrief für diese Mühle ausstellten.
1586 wurde ein Leibeigenregister für das Amt Ulrichstein aufgestellt, dem auch Leibeigene aus Höckersdorf, Sellnrod und „Schmiede Sellnrod“ nebst anderen Gemeinden erfasst wurden.
Die evangelische Fachwerkkirche wurde im Jahre 1737 erbaut, die Schule kam 1912 dazu. Sie ist heute das Dorfgemeinschaftshaus.
Die Statistisch-topographisch-historische Beschreibung des Großherzogthums Hessen berichtet 1830 über Höckersdorf:

„Heckersdorf (L. Bez. Schotten) evangel. Filialdorf; liegt im Vogelsberg 3 St. von Schotten, hat 49 Häuser und 235 evangelische Einwohner, so wie 1 Kirche, 2 Mahl- und 2 Oelmühlen. – Nach einer Urkunde von 1353 waren die Herrn von Sassen von Heinrich von Isenburg mit dem Zehnten belehnt.“

Hessische Gebietsreform (1970–1977)
Zum 1. Oktober 1971 wurde die bis dahin selbständige Gemeinde Höckersdorf im Zuge der Gebietsreform in Hessen zeitgleich mit zwei weiteren Gemeinde auf freiwilliger Basis in die Gemeinde Mücke eingegliedert.
Für alle durch die Gebietsreform nach Mücke eingegliederten Gemeinden wurden Ortsbezirke gebildet.

### Verwaltungsgeschichte im Überblick
Die folgende Liste zeigt die Staaten und Verwaltungseinheiten, denen Höckersdorf angehört(e):
- vor 1567: Heiliges Römisches Reich, Landgrafschaft Hessen, Amt Ulrichstein
- ab 1567: Heiliges Römisches Reich, Amt Ulrichstein (Söhne der Margarethe von der Saale)[15]
- ab 1570: Heiliges Römisches Reich, Landgrafschaft Hessen-Marburg, Amt Ulrichstein, Gericht Bobenhausen
- 1604–1648: Heiliges Römisches Reich, strittig zwischen Landgrafschaft Hessen-Darmstadt und Landgrafschaft Hessen-Kassel (Hessenkrieg)
- ab 1604: Heiliges Römisches Reich, Landgrafschaft Hessen-Darmstadt, Amt Ulrichstein, Gericht Bobenhausen[16]
- 1787: Heiliges Römisches Reich, Landgrafschaft Hessen-Darmstadt, Oberfürstentum Hessen, Amt Ulrichstein, Gericht Bobenhausen[17]
- ab 1806: Großherzogtum Hessen,[Anm. 2] Fürstentum Oberhessen, Oberamt Alsfeld, Amt (und Gericht ab 1803) Ulrichstein[18][19]
- ab 1815: Großherzogtum Hessen[Anm. 3], Provinz Oberhessen, Amt Ulrichstein[20]
- ab 1821: Großherzogtum Hessen, Provinz Oberhessen, Landratsbezirk Schotten[21][Anm. 4]
- ab 1832: Großherzogtum Hessen, Provinz Oberhessen, Kreis Nidda
- ab 1838: Großherzogtum Hessen, Provinz Oberhessen, Kreis Grünberg
- ab 1848: Deutscher Bund, Großherzogtum Hessen, Regierungsbezirk Gießen
- ab 1852: Deutscher Bund, Großherzogtum Hessen, Provinz Oberhessen, Kreis Schotten
- ab 1867: Norddeutscher Bund[Anm. 5], Großherzogtum Hessen, Provinz Oberhessen, Kreis Schotten
- ab 1871: Deutsches Reich, Großherzogtum Hessen, Provinz Oberhessen, Kreis Schotten
- ab 1918: Deutsches Reich (Weimarer Republik), Volksstaat Hessen, Provinz Oberhessen, Kreis Schotten
- ab 1938: Deutsches Reich, Landkreis Alsfeld[22][Anm. 6]
- ab 1945: Amerikanische Besatzungszone,[Anm. 7] Groß-Hessen, Regierungsbezirk Darmstadt, Landkreis Alsfeld
- ab 1946: Amerikanische Besatzungszone, Land Hessen, Regierungsbezirk Darmstadt, Landkreis Alsfeld
- ab 1949: Bundesrepublik Deutschland, Land Hessen, Regierungsbezirk Darmstadt, Landkreis Alsfeld
- ab 1971: Bundesrepublik Deutschland, Hessen, Regierungsbezirk Darmstadt, Landkreis Alsfeld, Gemeinde Mücke[Anm. 8]
- ab 1972: Bundesrepublik Deutschland, Land Hessen, Regierungsbezirk Darmstadt, Vogelsbergkreis, Gemeinde Mücke
- ab 1981: Bundesrepublik Deutschland, Land Hessen, Regierungsbezirk Gießen, Vogelsbergkreis, Gemeinde Mücke

### Gerichte seit 1803
In der Landgrafschaft Hessen-Darmstadt wurde mit Ausführungsverordnung vom 9. Dezember 1803 das Gerichtswesen neu organisiert. Für die Provinz Oberhessen wurde das „Hofgericht Gießen“ als Gericht der zweiten Instanz eingerichtet. Die Rechtsprechung der ersten Instanz wurde durch die Ämter bzw. Standesherren vorgenommen und somit war für Höckersdorf das Amt Ulrichstein zuständig.
Das Hofgericht war für normale bürgerliche Streitsachen Gericht der zweiten Instanz, für standesherrliche Familienrechtssachen und Kriminalfälle die erste Instanz. Die zweite Instanz für die Patrimonialgerichte waren die standesherrlichen Justizkanzleien. Übergeordnet war das Oberappellationsgericht Darmstadt.
Mit der Gründung des Großherzogtums Hessen 1806 wurde diese Funktion beibehalten, während die Aufgaben der ersten Instanz 1821/1822 im Rahmen der Trennung von Rechtsprechung und Verwaltung auf die neu geschaffenen Land- bzw. Stadtgerichte übergingen. Höckersdorf viel in den Gerichtsbezirk des „Landgerichts Schotten“. Durch Verfügung des Großherzoglich Hessischen Ministerium des Innern und der Justiz wurde am 1. Dezember 1838 Höckersdorf an den Bezirk des neu errichteten Landgerichts Ulrichstein abgetreten.
Anlässlich der Einführung des Gerichtsverfassungsgesetzes mit Wirkung vom 1. Oktober 1879, infolge derer die bisherigen großherzoglich hessischen Landgerichte durch Amtsgerichte an gleicher Stelle ersetzt wurden, während die neu geschaffenen Landgerichte nun als Obergerichte fungierten, kam es zur Umbenennung in „Amtsgericht Ulrichstein“ und Zuteilung zum Bezirk des Landgerichts Gießen.
1943 verlor das Amtsgericht Ulrichstein seine Selbständigkeit und wurde zur Zweigstelle des Amtsgerichts Schotten. Mit Wirkung zum 1. Juli 1968 erfolgte die Auflösung des Amtsgerichts Schotten und Höckersdorf kam zum Gerichtsbezirk des Amtsgerichts Alsfeld.
Die übergeordneten Instanzen sind jetzt, das Landgericht Gießen, das Oberlandesgericht Frankfurt am Main sowie der Bundesgerichtshof als letzte Instanz.

## Bevölkerung

### Einwohnerentwicklung
| • 1791: | 197 Einwohner                      |
| • 1800: | 217 Einwohner                      |
| • 1806: | 211 Einwohner, 42 Häuser           |
| • 1829: | 235 Einwohner, 49 Häuser           |
| • 1867: | 255 Einwohner, 53 bewohnte Gebäude |
| • 1875: | 354 Einwohner, 42 bewohnte Gebäude |

| Höckersdorf: Einwohnerzahlen von 1791 bis 2022 | Höckersdorf: Einwohnerzahlen von 1791 bis 2022 | Höckersdorf: Einwohnerzahlen von 1791 bis 2022 | Höckersdorf: Einwohnerzahlen von 1791 bis 2022 | Höckersdorf: Einwohnerzahlen von 1791 bis 2022 |
| --- | ---------------------------------------------- | ---------------------------------------------- | ---------------------------------------------- | ---------------------------------------------- |
| Jahr |                                                |                                                |                                                | Einwohner                                      |
| 1791 | 1791                                           |                                                | 197                                            | 197                                            |
| 1800 | 1800                                           |                                                | 217                                            | 217                                            |
| 1806 | 1806                                           |                                                | 211                                            | 211                                            |
| 1829 | 1829                                           |                                                | 235                                            | 235                                            |
| 1834 | 1834                                           |                                                | 249                                            | 249                                            |
| 1840 | 1840                                           |                                                | 272                                            | 272                                            |
| 1846 | 1846                                           |                                                | 295                                            | 295                                            |
| 1852 | 1852                                           |                                                | 292                                            | 292                                            |
| 1858 | 1858                                           |                                                | 302                                            | 302                                            |
| 1864 | 1864                                           |                                                | 244                                            | 244                                            |
| 1871 | 1871                                           |                                                | 246                                            | 246                                            |
| 1875 | 1875                                           |                                                | 264                                            | 264                                            |
| 1885 | 1885                                           |                                                | 239                                            | 239                                            |
| 1895 | 1895                                           |                                                | 260                                            | 260                                            |
| 1905 | 1905                                           |                                                | 272                                            | 272                                            |
| 1910 | 1910                                           |                                                | 285                                            | 285                                            |
| 1925 | 1925                                           |                                                | 250                                            | 250                                            |
| 1939 | 1939                                           |                                                | 275                                            | 275                                            |
| 1946 | 1946                                           |                                                | 357                                            | 357                                            |
| 1950 | 1950                                           |                                                | 324                                            | 324                                            |
| 1956 | 1956                                           |                                                | 284                                            | 284                                            |
| 1961 | 1961                                           |                                                | 281                                            | 281                                            |
| 1967 | 1967                                           |                                                | 275                                            | 275                                            |
| 1970 | 1970                                           |                                                | 250                                            | 250                                            |
| 1980 | 1980                                           |                                                | ?                                              | ?                                              |
| 1990 | 1990                                           |                                                | ?                                              | ?                                              |
| 2000 | 2000                                           |                                                | ?                                              | ?                                              |
| 2011 | 2011                                           |                                                | 225                                            | 225                                            |
| 2015 | 2015                                           |                                                | 202                                            | 202                                            |
| 2022 | 2022                                           |                                                | 228                                            | 228                                            |
| Datenquelle: Historisches Gemeindeverzeichnis für Hessen: Die Bevölkerung der Gemeinden 1834 bis 1967. Wiesbaden: Hessisches Statistisches Landesamt, 1968. Weitere Quellen: LAGIS; Gemeinde Mücke; Zensus 2011 |                                                |                                                |                                                |                                                |

### Einwohnerstruktur 2011
Nach den Erhebungen des Zensus 2011 lebten am Stichtag dem 9. Mai 2011 in Höckersdorf 225 Einwohner. Darunter waren 3 (1,3 %) Ausländer.
Nach dem Lebensalter waren 12 Einwohner unter 18 Jahren, 90 zwischen 18 und 49, 66 zwischen 50 und 64 und 57 Einwohner waren älter.
Die Einwohner lebten in 102 Haushalten. Davon waren 27 Singlehaushalte, 33 Paare ohne Kinder und 33 Paare mit Kindern, sowie 6 Alleinerziehende und keine Wohngemeinschaften. In 21 Haushalten lebten ausschließlich Senioren und in 60 Haushaltungen lebten keine Senioren.

### Historische Religionszugehörigkeit
| • 1829: | 235 evangelische (= 100 %) Einwohner                                 |
| • 1961: | 254 evangelische (= 90,39 %) und 18 katholische (= 6,41 %) Einwohner |

## Politik
Ortsbeirat
Für Höckersdorf besteht ein Ortsbezirk (Gebiete der ehemaligen Gemeinde Höckersdorf) mit Ortsbeirat und Ortsvorsteher nach der Hessischen Gemeindeordnung.
Der Ortsbeirat besteht aus fünf Mitgliedern. Bei den Kommunalwahlen in Hessen 2021 betrug die Wahlbeteiligung zum Ortsbeirat 68,97 %. Alle Mitglieder gehören der „Dorfliste Höckersdorf“ an. Der Ortsbeirat wählte Gerhard Horstzum Ortsvorsteher.

## Verkehr
Den öffentlichen Personennahverkehr stellt die Verkehrsgesellschaft Oberhessen mit der Buslinie VB-76 sicher.